# 洪橋街道
洪橋街道（こうきょうがいどう）は、広州市越秀区の街道。現行行政地名は洪橋街道三眼井社区、洪橋街道越秀山社区などの社区8個がある。面積は1.58km2。

## 地理
広州市越秀区の北西部に位置している。

### 隣接自治体
- 北・東：登峰街道
- 北・西：流花街道
- 西：六榕街道
- 南：北京街道
- 南・東：大塘街道
- 東：建設街道

## 行政区画
8街道を管轄する。
| 番号 | 社区名     | 番号 | 社区名     |
| ---- | ---------- | ---- | ---------- |
| 01   | 三眼井社区 | 05   | 越秀山社区 |
| 02   | 徳源里社区 | 06   | 北園社区   |
| 03   | 丹桂里社区 | 07   | 馬荘巷社区 |
| 04   | 洪慶坊社区 | 08   | 法政社区   |

## 観光地
・越秀公園：
・五羊石像：
・鎮海楼：
・中山記念碑：

## 施設

### 交通
・地下鉄の駅：